# Rob Bowman
Rob Stanton Bowman (nascut el 15 de maig de 1960) és un director nord-americà. Va créixer al voltant de la producció de cinema i televisió, i va desenvolupar un interès en aquest camp gràcies al treball del seu pare, el director Chuck Bowman. Bowman és un prolífic director de televisió, i ha contribuït a sèries com Star Trek: La nova generació, i The X-Files, per les quals va rebre quatre consecutius. Emmy nominacions com a productor. Va ser productor executiu i director de la comèdia dramàtica Castle.
Bowman ha dirigit quatre llargmetratges: Airborne, The X-Files, Reign of Fire i Elektra.

## Primera vida i educació
Bowman va créixer al voltant de la producció de cinema i televisió. El seu pare, Chuck Bowman, és un cineasta que es va fer actiu en la indústria quan Rob era un adolescent. Bowman es va fascinar per primera vegada amb el procés de fer cinema quan va veure El màgic d'Oz quan era nen.Quan va créixer, va veure com el seu pare feia anuncis i documentals, sovint actuant com a assistent de l'equip. Bowman va dir que les converses amb el seu pare li van permetre veure com el treball dur d'un equip de realització de cinema es fa invisible quan es fa la pel·lícula. Va dir: "El que queden són les emocions i el drama de la història i els personatges. El que queda és la màgia."
Al final de la seva adolescència, es va traslladar a Utah, on es va convertir en un "vagabund d'esquí" i va treballar com a cambrer. Després d'escriure, produir i dirigir una història per a una classe de producció cinematogràfica a la Universitat d'Utah, Bowman sabia que volia ser cineasta. "Em va quedar tan clar com un espectacle de focs artificials del quart de juliol que era on era la meva passió", va dir. Bowman es va traslladar a Los Angeles i va aconseguir una feina a Stephen Cannell Productions, començant a la sala de correu. Va prendre classes de cinema i va estudiar directors de cinema, desenvolupant un sentit del seu propi estil personal. Va quedar fascinat per com cada director utilitzava les mateixes eines, però va arribar a una estètica única. Va dir: "Vaig aprendre d'hora que per tenir èxit com a director, havies de tenir la teva pròpia signatura. En cas contrari, per què contractar una persona més que una altra?" Va treballar per a Cannell durant més de dos anys. anys, observant la producció de més de 400 hores de televisió. Al voltant dels 20 anys, va escriure una declaració de missió per ell mateix, comprometent-se a lluitar per l'excel·lència en la realització de cinema.

## Carrera

### Star Trek: La nova generaciói els primers treballs
Bowman va començar a dirigir per televisió mentre feia el treball de segona unitat per a Stephen Cannell Productions el 1982. Després de deixar l'empresa de Cannell el 1987, va enviar vídeos de la seva feina, buscant treball. Impressionat per un dels episodis de Stringray de Bowman, el productor Robert H. Justman el va contractar per dirigir Star Trek: La nova generació durant la seva primera temporada. Bowman només tenia 27 anys en aquell moment, i en la seva primera reunió amb el productor executiu Rick Berman, Berman el va confondre amb el repartidor de pizza. Originalment estava programat per dirigir el 10è episodi de la primera temporada de Star Trek, però un dels directors de la sèrie, Donald Petrie, la va deixar de banda per dirigir la pel·lícula Mystic Pizza. Això va donar a Bowman l'oportunitat de dirigir el quart episodi de la temporada, "Where No One Has Gone Before". Bowman va investigar els decorats dues setmanes abans per començar a preparar l'episodi. Bowman va dir a la revista Starlog: "Passejar per aquells decorats buits va ser molt intimidatori per a mi. Em vaig preguntar com anava a fer justícia a aquests decorats, explicar la història i encara obtenir les actuacions del repartiment". El creador de Star Trek Gene Roddenberry va quedar tan impressionat amb els diaris de l'episodi, que va fer una aparició al plató per elogiar a Bowman davant del repartiment i del grup. Immediatament després de dirigir "Where No One Has Gone Before", Bowman va dirigir un episodi de la sèrie de televisió de la Fox Broadcasting Company Werewolf. Berman i Justman havien planejat contractar a Bowman només per a un episodi, però el seu agent va arribar a un acord de dos capítols, cosa que va portar a Bowman a dirigir el novè episodi de Star Trek, "The Battle".
El 1988 va ser un any ocupat per a Bowman. A més de dirigir cinc capítols més de Star Trek: La nova generació aquell any, també va dirigir episodis de Werewolf, Sonny Spoon, The Highwayman, Probe i 21 Jump Street.
A partir de la seva direcció per a la sèrie de televisió L'imperdible Parker Lewis, se li va oferir dirigir el seu primer llargmetratge, Airborne, una història coming-of-age que involucra patins en línia.

### The X-Files
Després de veure un anunci de l'episodi pilot de The X-Files, Bowman va trucar al seu agent i li va dir que volia dirigir la sèrie. Se li va demanar que dirigís l’episodi "Gender Bender" per a The X-Files del productor executiu R. W. Goodwin, que abans havia treballat amb Bowman a la sèrie Mancuso, F.B.I.. El creador i productor executiu de X-Files Chris Carter va convidar Bowman a tornar i dirigir més episodis. Bowman finalment es va convertir en productor de la sèrie.

### Castle

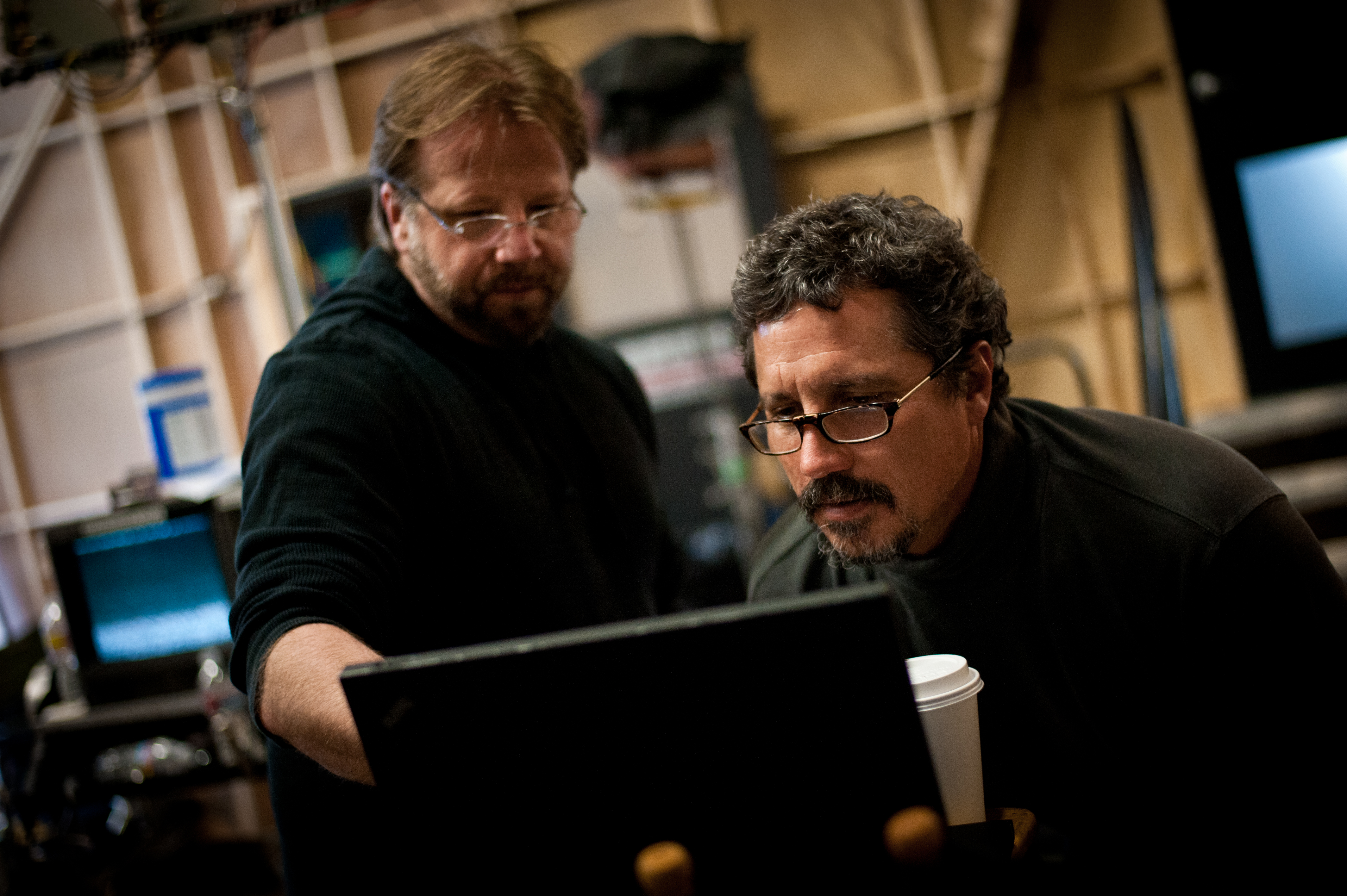
Andrew Marlowe i Bowman al plató de Castle.

La American Broadcasting Company (ABC) va contractar a Bowman per dirigir el pilot de Castle, una sèrie de televisió sobre un novel·lista criminal que consulta amb el Departament de Policia de la Ciutat de Nova York (NYPD). La sèrie va ser creada per Andrew Marlowe, que va exercir de productor executiu juntament amb la seva dona Terri Miller. Quan Miller va deixar el càrrec de productor executiu, Bowman va assumir el paper.

## Estil
L'estil visual característic de Bowman implica contrastos d'il·luminació dins d'una escena, inclòs enquadrar els actors com a siluetes. L'escriptor i productor de The X-Files Frank Spotnitz va dir que Bowman treballa molt dur per fer que cada "escena sigui tan bonica i tan complementària a la història com sigui possible". Va dir que els moviments de la càmera de Bowman mai van ser gratuïts i es van planificar deliberadament per ajudar els espectadors a entendre què passava en una escena. Spotnitz va felicitar l'atenció de Bowman a la il·luminació per a l'estat d'ànim, dient: "Pensaríeu que en una programació de televisió no teniu temps per compondre i pensar a fons en tots aquests problemes, però Rob realment ho fa."

## Filmografia

### Director
Televisió
- MacGyver (1985) - 1 episodi
- Stingray (1986) - 3 episodis
- 21 Jump Street (1987) - 1 episodi
- Werewolf (1987) - 2 episodis
- Star Trek: La nova generació (1987) - 13 episodis
- The Highwayman (1988) - 3 episodis
- Probe (1988) - 1 episodi
- Midnight Caller (1988) - 1 episodi
- Alien Nation (1989) - 1 episodi
- Hardball (1989) - 2 episodis
- Baywatch (1989) (episodi "The Reunion") - 1 episodi
- Booker (1989) - 1 episodi
- Mancuso, F.B.I. (1989) - 2 episodis
- Quantum Leap (1989) - 1 episodi
- L'imperdible Parker Lewis (1990) - 12 episodis
- DEA (1990) - 1 episodi
- Dark Shadows (1991) - 2 episodis
- The Hat Squad (1992) - 2 episodis
- The Adventures of Brisco County, Jr. (1993) - 1 episodi
- The X-Files (1993-2000) - 33 episodis
- Traps (1994) - 1 episodi
- M.A.N.T.I.S. (1994) - 2 episodis
- VR.5 (1995) - 1 episodi
- The Lone Gunmen (2001) (pilot)
- Castle (2009–2016) - 28 episodis
- The Crossing (2018)
- Quantico (2018) - 1 episodi
- The Rookie (2019) - 1 episodi

Cinema
- Airborne (1993)
- The X-Files (1998)
- Reign of Fire (2002)
- Elektra (2005)

### Productor
- The A-Team (1985-1987) (productor associat) - 34 episodis
- Stingray (1985) (productor associat)
- Riptide (1985) (productor associat)
- The Last Precinct (1986) (productor associat) - 8 episodis
- The X Files (1995-2000) (producror) - 89 episodis
- The Lone Gunmen (2001) sèrie de televisió (co-productor executiu) - 1 episodi
- Day Break (2006-2007) sèrie de televisió (productor executiu) - 13 episodis
- Castle (2009-2016) sèrie de televisió (productor executiu) - 171 episodis
- The Crossing (2018) sèrie de televisió (productor executiu) - 1 episodi
- The Rookie (2019-2020) sèrie de televisió (productor executiu) - 20 episodis

### Altres
- The Making of 'The X-Files: Fight the Future' (1998)